# Hình chiếu phối cảnh góc nhìn thấp

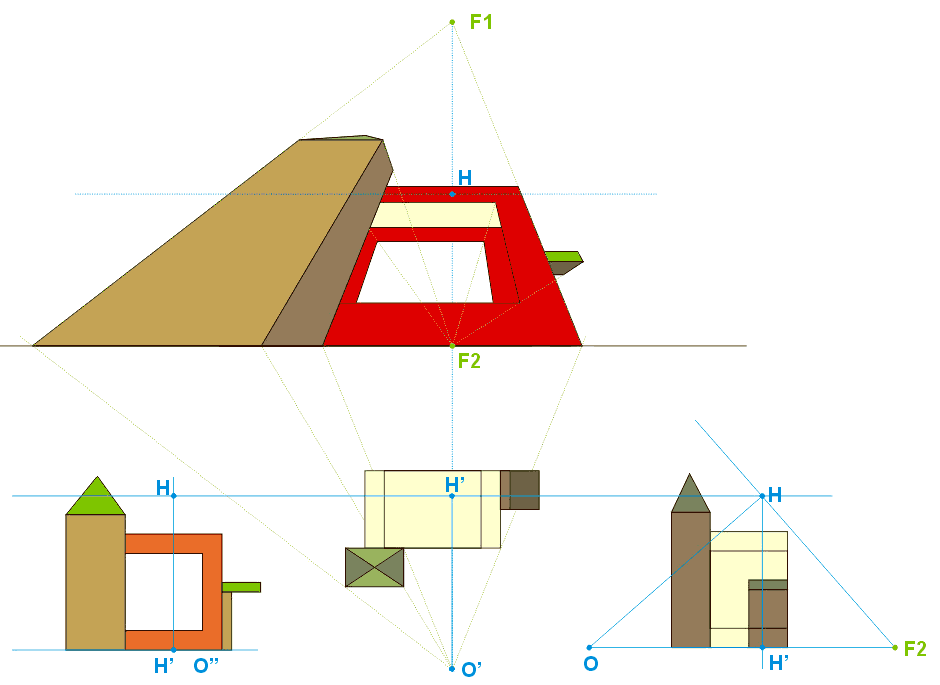
Minh họa hình chiếu phối cảnh góc nhìn thấp

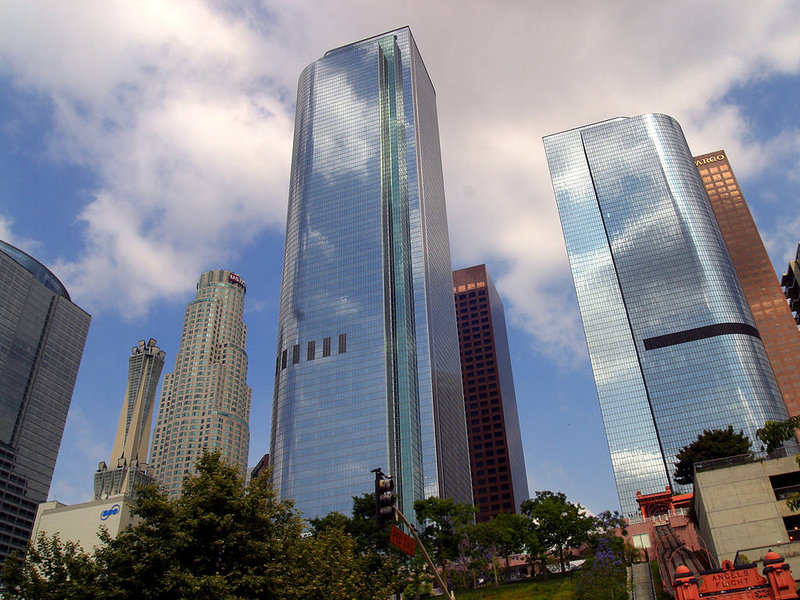
Hình chụp các tòa nhà cao tầng với góc chụp thấp hướng lên của người đi bộ

Hình chiếu phối cảnh góc nhìn thấp là hình chiếu phối cảnh thể hiện vật thể, đối tượng với góc nhìn từ một điểm dưới thấp lên trên, ngược lại góc nhìn từ trên cao nhìn xuống thì có hình chiếu phối cảnh góc nhìn cao.
Sử dụng hình chiếu phối cảnh góc nhìn thấp đem lại cảm giác đối tượng cao lớn, ấn tượng. Hình chiếu phối cảnh góc nhìn thấp thường sử dụng 3 điểm tụ, 2 điểm tụ hai bên và một điểm tụ trên đỉnh.